# Gribov
Gribov – wieś (obec) na Słowacji położona w kraju preszowskim, w powiecie Stropkov. Pierwsze wzmianki o miejscowości pochodzą z roku 1414.
Według danych z dnia 31 grudnia 2012, wieś zamieszkiwało 205 osób, w tym 103 kobiety i 102 mężczyzn.
W 2001 roku rozkład populacji względem narodowości i przynależności etnicznej wyglądał następująco:
- Słowacy – 87,43%
- Czesi – 0,55%
- Rusini – 10,93%
- Ukraińcy – 1,09%

Ze względu na wyznawaną religię struktura mieszkańców kształtowała się w 2001 roku następująco:
- Katolicy rzymscy – 6,56%
- Grekokatolicy – 80,33%
- Prawosławni – 12,02%
- Ateiści – 1,09%%